# Coryphantha kieferiana
Coryphantha kieferiana là một loài thực vật có hoa trong họ Cactaceae. Loài này được (Boed.) A.Berger mô tả khoa học đầu tiên năm 1929.